# Enicospilus vittator
Enicospilus vittator là một loài tò vò trong họ Ichneumonidae.